# Warmte-krachtcentrale Purmerend

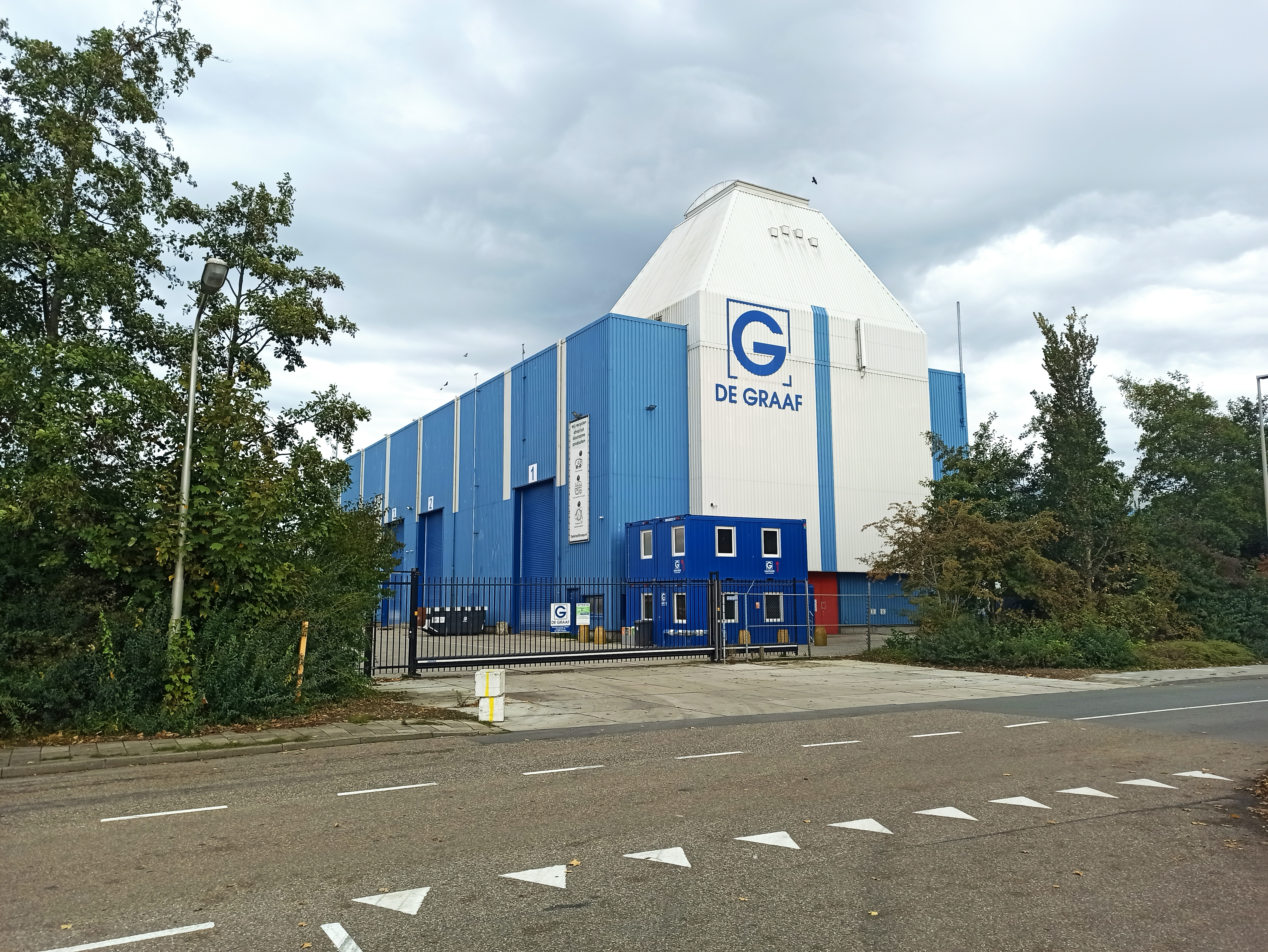
De voormalige STEG-centrale

Warmte-krachtcentrale Purmerend was een aardgasgestookte STEG-eenheid van 68 megawatt. De centrale produceerde elektriciteit en kon tot 64 megawatt warmte produceren voor stadsverwarming. De productie-eenheid Purmerend bestond destijds uit een warmte-krachtcentrale en een hulpwarmtecentrale.
In 2004 heeft de gemeente Purmerend de stadsverwarming van Nuon overgenomen.

## Nieuwbouw
In 2014 is de STEG hoofdeenheid vervangen door nieuwbouw van een Bio Warmte Centrale van 44 megawatt. Er er ook een tweede hulpwarmtecentrale geplaatst. De hoofdcentrale verbruikt versnipperd hout afkomstig van Staatsbosbeheer als brandstof en de hulpwarmtecentrales gebruiken aardgas. De hulpwarmtecentrales worden alleen ingezet bij verhoogde warmtevraag. De geproduceerde warmte wordt volledig geleverd aan de Purmerendse stadsverwarming. De oude STEG eenheid is geheel ontmanteld, het bedrijfsgebouw van de centrale is blijven staan en wordt voor andere doeleinden gebruikt.